# اگون فلد
اگون فلد (انگلیسی: Egon Flad؛ زادهٔ ۵ مارس ۱۹۶۴) بازیکن فوتبال اهل آلمان است.
از باشگاه‌هایی که در آن بازی کرده‌است می‌توان به باشگاه فوتبال بلاو-وایس ۹۰ برلین، باشگاه فوتبال شالکه ۰۴، و باشگاه فوتبال سن پائولی اشاره کرد.